# Anna Maria Corazza Bildt
Anna Maria Corazza Bildt, née le 10 mars 1963 à Rome, est une femme politique suédoise, membre des Modérés.

## Biographie
Anna Maria Corazza Bildt a été élue au Parlement européen lors des élections européennes de 2009 et réélue en 2014. Elle y siège au sein du groupe du Parti populaire européen, et y est membre de la commission du marché intérieur et de la protection des consommateurs.
Elle est mariée à l'ancien premier ministre suédois, Carl Bildt.